# Frebécourt
Frebécourt là một xã, nằm ở tỉnh Vosges trong vùng Grand Est của Pháp. Xã này có diện tích kilômét vuông, dân số năm 1999 là người. Xã này nằm ở khu vực có độ cao trung bình m trên mực nước biển.
Dân địa phương tiếng Pháp gọi là Frebécourtois.

## Biến động dân số
| 1962                                         | 1968 | 1975 | 1982 | 1990 | 1999 |
| -------------------------------------------- | ---- | ---- | ---- | ---- | ---- |
| 257                                          | 293  | 270  | 287  | 318  | 334  |
| Số liệu từ năm 1962: Dân số không tính trùng |      |      |      |      |      |

## Références
1. ↑  “Frebécourt trên trang mạng của Insee”. Bản gốc lưu trữ ngày 12 tháng 3 năm 2007. Truy cập ngày 3 tháng 2 năm 2009.